# لوكي جامبين
لوكي جامبين (بالإنجليزية: Luke Gambin)‏ (16 مارس 1993 في المملكة المتحدة - ) هو لاعب كرة قدم بريطاني في مركز الوسط. لعب مع نادي بارنت وHendon F.C. ‏ وهيميل هيمبستيد تاون وMetropolitan Police F.C. ‏.

## وصلات خارجية
- لوكي جامبين على موقع الاتحاد الدولي (مؤرشف)  (الإنجليزية)
- لوكي جامبين على موقع الاتحاد الأوربي (الإنجليزية)
- لوكي جامبين على موقع قاعدة بيانات كرة القدم.إي يو (الإنجليزية)
- لوكي جامبين على موقع ناشيونال فوتبول تيمز (الإنجليزية)
- لوكي جامبين على موقع Soccerbase.com (لاعب) (الإنجليزية)
- لوكي جامبين على موقع Soccerway.com (الإنجليزية)